# Deadly Sinners
"Deadly Sinners" prvi je singl kanadskog heavy metal sastava 3 Inches of Blood, s njihova drugog studijskog albuma Advance and Vanquish iz 2004. godine. Pjesma govori o zamišljenoj slavi heavy metala, i o onima koji ju pokušavaju uništiti. 
Smatra se najpopularnijom pjesmom sastava te je prije raspada sastava, bila svirana na svakom koncertu. 

## Popis pjesama
| 1.   | »Deadly Sinners« | 4:30 |
| 4:30 |                  |      |

## Zasluge
- Cam Pipes – čisti vokali
- Jamie Hooper – vrišteći vokali
- Sunny Dhak – glavna gitara
- Bobby Froese – ritam gitara
- Brian Redman – bas-gitara
- Matt Wood – bubnjevi